# Golpe de Estado en Vietnam del Sur de 1963
En noviembre de 1963, el presidente Ngô Đình Diệm y el Partido Revolucionario Laborista Personalista de Vietnam del Sur fueron depuestos por un grupo de oficiales del Ejército de la República de Vietnam respaldados por la CIA que no estaban de acuerdo con la gestión de Diệm de la crisis budista y la amenaza de Vietnam del Norte y el Viet Cong a Vietnam del Sur. En Vietnam del Sur, el golpe se denominó Cách mạng 1-11-63 ("1 November 1963 Revolution").
La administración Kennedy estaba al tanto de los planes golpistas, pero el Cable 243 del Departamento de Estado de los Estados Unidos a Embajador de los EE. UU. en Vietnam del Sur Henry Cabot Lodge Jr., declaró que era política estadounidense. no intentar detenerlo. Lucien Conein, el enlace de la Agencia Central de Inteligencia entre la embajada estadounidense y los golpistas, les dijo que Estados Unidos no intervendría para detenerlo. Conein también proporcionó fondos a los golpistas.
El golpe fue dirigido por el general Dương Văn Minh y comenzó el 1 de noviembre de 1963. Se desarrolló sin contratiempos, ya que muchos líderes leales fueron capturados tras ser cogidos desprevenidos y las bajas fueron escasas. Diệm fue capturado y ejecutado al día siguiente junto con su hermano y consejero Ngô Đình Nhu.

## Antecedentes
El camino de Diệm hacia el poder político comenzó en julio de 1954, cuando fue nombrado primer ministro del Estado de Vietnam por el antiguo emperador Bảo Đại, que era jefe de Estado. A Bảo Đại no le gustaba Diệm, pero lo eligió con la esperanza de que atrajera la ayuda de Estados Unidos, pero ambos se enzarzaron en una lucha de poder. El asunto llegó a su punto álgido cuando Diệm programó un referéndum para octubre de 1955, que fue amañado por su hermano Nhu, y se autoproclamó Presidente de la recién creada República de Vietnam. Procedió a reforzar su dominio autocrático y nepotista sobre el país. Una constitución fue escrita por una legislatura de sello de goma que dio Diệm el poder de crear leyes por decreto y arbitrariamente darse poderes de emergencia. Miles de disidentes, tanto comunistas como nacionalistas, fueron encarcelados y ejecutados, y las elecciones se amañaban sistemáticamente. Se amenazó a los candidatos de la oposición con acusarlos de conspirar con el Ejército Popular de Vietnam del Norte, lo que conllevaba la pena de muerte, y en muchas zonas se envió a un gran número de tropas del Ejército de la República de Vietnam (ARVN) a rellenar las urnas. Diệm mantuvo el control de la nación firmemente en manos de su familia, y los ascensos en el ARVN se daban en función de la lealtad y no del mérito. Se habían producido dos intentos infructuosos de deponer a Diệm; en 1960, un revuelta de paracaidistas fue sofocado después de que Diệm paralizara las negociaciones para ganar tiempo para que los leales sofocaran el intento de golpe, mientras que un 1962 bombardeo del palacio por dos pilotos de la Fuerza Aérea de la República de Vietnam (RVNAF) fracasó en su ejecución.
La mayoría budista de Vietnam del Sur llevaba mucho tiempo descontenta con el fuerte favoritismo de Diệm hacia los católicos. Durante mucho tiempo, los funcionarios públicos y los oficiales del ejército habían sido ascendidos en función de sus preferencias religiosas, y los contratos gubernamentales, la ayuda estadounidense, los favores comerciales y las concesiones fiscales se otorgaban preferentemente a los católicos. La Iglesia católica era la mayor terrateniente del país, y sus propiedades estaban exentas de la reforma agraria (es decir, de la apropiación). En el campo, los católicos estaban exentos de facto de realizar trabajos de corvée, y en algunas zonas rurales se afirmaba que sacerdotes católicos dirigían ejércitos privados contra aldeas budistas. En 1957, Diệm dedicó la nación a la Virgen María.
El descontento con Diệm y Nhu estalló en protestas masivas a mediados de 1963 cuando nueve budistas murieron a manos del ejército y la policía de Diệm en Vesak, el cumpleaños del Buda Gautama. En respuesta, el gobierno estadounidense se mostró preocupado por la posibilidad de que fuera "imposible que el gobierno de Diem/Nhu tuviera éxito y que nosotros [Estados Unidos] siguiéramos apoyándoles." La respuesta del embajador Frederick Nolting fue: "Deberíamos tomárnoslo con calma y ver si podemos convivir con el gobierno de Diem." Como resultado de esta posible incapacidad para apoyar al gobierno de Diem/Nhu, el gobierno de Estados Unidos discutió una propuesta de golpe de Estado. En un telegrama a la Embajada de los Estados Unidos en Saigón, el Sr. Hilsman expresa que en algún momento si necesitáramos una "liquidación política" también deberíamos "examinar urgentemente todas las posibles alternativas de liderazgo y hacer planes detallados sobre cómo podríamos llevar a cabo la sustitución de Diem si esto fuera necesario." En mayo de 1963, se aplicó selectivamente una ley contra el enarbolamiento de banderas religiosas; se prohibió exhibir la bandera budista en Vesak, mientras que la bandera del Vaticano se desplegó para celebrar el aniversario de la consagración del arzobispo Pierre Martin Ngô Đình Thục, hermano de Diệm. Muchos budistas desafiaron la prohibición y una protesta terminó cuando las fuerzas gubernamentales abrieron fuego. La intransigencia de Diệm ante las crecientes demandas budistas de igualdad religiosa llevó a algunos sectores de la sociedad a pedir su destitución.
El punto de inflexión clave se produjo poco después de la medianoche del 21 de agosto, cuando las Fuerzas Especiales de Nhu [[ARVN [Xá Lợi Pagoda raids| asaltaron y destrozaron pagodas budistas]] en todo el país, arrestando a miles de monjes y causando un número de muertos estimado en cientos. Poco después de la medianoche del 21 de agosto, cuando las Fuerzas Especiales del ARVN de Nhu asaltaron y destrozaron pagodas budistas en todo el país.  asaltaron y destrozaron pagodas budistas en todo el país, arrestando a miles de monjes y causando un número de muertos estimado en cientos de personas. El ejército había explorado antes numerosos planes golpistas, pero los conspiradores intensificaron sus actividades con mayor confianza después de que la administración del presidente estadounidense John F. Kennedy autorizara a la embajada estadounidense a explorar la posibilidad de un cambio de liderazgo a través del Cable 243. Consideraban que las políticas de Diệm estaban haciendo políticamente insostenible su régimen aliado en Vietnam.

## Conspiraciones
Hubo muchas conspiraciones contra Diệm en 1963, muchas de ellas por parte de diferentes camarillas de oficiales militares independientes entre sí. Según la historiadora Ellen Hammer, hubo "quizás hasta seis y posiblemente más" complots diferentes, y estos abarcaron toda la gama de la sociedad para incluir a políticos civiles, líderes sindicales y estudiantes universitarios.

### Planificación por oficiales de nivel medio
A mediados de 1963, un grupo estaba compuesto por oficiales de nivel medio como coroneles, mayores y capitanes. El coronel Đỗ Mậu director de seguridad militar estaba en este grupo, coordinado por Trần Kim Tuyến, director de inteligencia de Vietnam del Sur. Tuyến había sido un infiltrado de palacio, pero en los últimos años se había producido una desavenencia, y comenzó a conspirar ya en 1962. Como Vietnam del Sur era un estado policial, Tuyến era una figura poderosa y tenía muchos contactos. Otra persona de este grupo era el coronel Phạm Ngọc Thảo, un agente comunista no detectado que fomentaba deliberadamente las luchas internas entre los oficiales y gestionaba mal el Programa Estratégico Hamlet con el fin de desestabilizar el gobierno de Saigón.
El grupo de Tuyến tenía muchos oficiales que eran miembros de la oposición Việt Nam Quốc Dân Đảng y Đại Việt Quốc Dân Đảng., que habían sido discriminados en cuestiones de ascensos, que se otorgaban preferentemente a los miembros del Partido Cần Lao secreto del régimen, organización católica secreta encargada de mantener a Diệm en el poder.. Entre ellos había comandantes de la  aerotransportada, del marinos y de unidades de tanques de la 5.ª División, mostly at battalion level.
Aumentaron sus fuerzas con una serie de oficiales de unidades auxiliares, como el Cuerpo de Señales, el Cuerpo de Transporte y algunos pilotos de la RVNAF. Mậu consiguió la ayuda de Khiêm tras la marcha de Tuyến al exilio. Mậu consiguió la cooperación de una serie de disidentes militares y civiles conocidos como el Frente Militar y Civil para la Revolución de Vietnam (MCFRV). El MCFRV había comenzado a conspirar de forma independiente en agosto y su líder era un primo de Mậu.
El golpe de Thảo del 24 de octubre fue cancelado después de que los oficiales superiores decidieran que sus colegas más jóvenes no podrían tener éxito sin la ayuda del general Tôn Thất Đính, un leal que controlaba el III Cuerpo. Los generales sabotearon a los oficiales más jóvenes ordenando a uno de sus regimientos clave que fuera al campo a luchar contra los comunistas. La trama de los oficiales más jóvenes se integró en el grupo más amplio de los generales, y debido a que Khiêm y Mậu estaban involucrados con ambos grupos.
Una vez consumado el golpe, los medios de comunicación se enteraron de que la conspiración organizada por Tuyến y Thảo había estado más avanzada que la de los generales antes de que estos últimos se integraran en la trama principal. El general Trần Văn Đôn amenazó con hacer detener a los oficiales más jóvenes, pero Mậu intervino para protegerlos.

### Tramado de los generales
Tras los asaltos a la Pagoda de Xá Lợi, los generales de alto rango iniciaron en serio su propio complot, habiendo tenido sólo vagos planes antes de este. El general Đôn, nominalmente un general de alto rango, pero en una posición sin mando de tropas ya que el palacio desconfiaba de él, fue buscado por Mậu, que quería colaborar. Posteriormente, Mậu acompañó al general de mayor rango en el complot, Dương Văn Minh, en campañas de reclutamiento. A pesar de su alto rango, Minh no gozaba del favor de nadie y ocupaba el cargo de Asesor Militar Presidencial, un trabajo de oficina sin sentido en el que no tenía subordinados sobre el terreno ni acceso a los soldados. Mậu ayudó a Minh a conseguir la cooperación del general Nguyễn Khánh, que comandaba el II Cuerpo que supervisaba las Tierras Altas Centrales del país, y el coronel Nguyễn Văn Thiệu, que comandaba la 5.ª División con base a las afueras de la capital en Biên Hòa. Según Thiệu, Mậu y Minh habían prometido establecer un gobierno más fuertemente anticomunista y mantener a Diệm como presidente testaferro.

#### Reclutamiento de Đính
Los generales sabían que sin la cooperación del general Đính, un golpe sería difícil, ya que sus fuerzas del III Cuerpo supervisaban la región que rodeaba la capital. 
Considerado por sus compañeros como ambicioso, vanidoso e impulsivo, Đính era el favorito de la familia Ngô, y dirigía el ala militar del Partido Cần Lao.Đính se convirtió al catolicismo como Diệm confiaba en sus correligionarios y ascendía a los oficiales basándose en la lealtad y no en la competencia. Đính era conocido sobre todo por su presencia ebria en los clubes nocturnos de Saigón, y la CIA lo tachó de "oportunista básico".
Đính reivindicó en privado la autoría de los atentados de la pagoda, declarando a un periodista: "He derrotado a Henry Cabot Lodge. [el embajador de EEUU en Vietnam del Sur]. Vino aquí para dar un golpe de Estado, pero yo, Tôn Thất Đính, le he vencido y he salvado al país". Durante este periodo, Đính afirmó que era "un gran héroe nacional". Su ego había sido explotado por los hermanos Ngô, que reiteraron esta afirmación y le pagaron una gran prima en metálico tras los asaltos a las pagodas. En los embriagadores momentos posteriores a los ataques, Đính dijo a sus asesores estadounidenses que "era sin duda el mejor oficial general del ARVN, el salvador de Saigón... y pronto sería el militar más importante del país".
En una rueda de prensa poco después, Đính afirmó haber salvado a Vietnam del Sur de los "aventureros extranjeros", un eufemismo para referirse a Estados Unidos. Tras ser duramente cuestionado, Đính se enfadó rápidamente. Ray Herndon, de United Press International (UPI), le pidió que nombrara el país al que se refería, pero Đính esquivó la pregunta. Herndon se burló de él diciendo que un héroe nacional debería ser capaz de identificar al enemigo nacional, y le pidió que llamara a Madame Nhu, la Primera Dama del país conocida por sus comentarios antiamericanos, para que le ayudara a identificar al país hostil en cuestión. Después de que varios periodistas se rieran burlonamente de sus comentarios, Đính abandonó furioso la conferencia.
Đính regresó al comedor de oficiales del Cuartel General del Estado Mayor Conjunto (JGS) y sus colegas intentaron aprovecharse del ego de Đính para convencerle de que se uniera a su complot. En una serie de reuniones, los otros generales aseguraron a Đính que era un héroe nacional digno de autoridad política, y afirmaron que Nhu no se había dado cuenta de lo importante que era en el futuro del país. Los colegas de Đính incluso sobornaron a su adivino para que predijera su ascenso al poder político. Los otros generales le dijeron que el pueblo estaba descontento con el gabinete de Diệm y que Vietnam necesitaba oficiales jóvenes y dinámicos en la política, y que su presencia revertiría el declive de la moral en el ARVN. Aconsejaron a Đính que pidiera a Diệm que le ascendiera a ministro del Interior, a Dương Văn Minh a ministro de Defensa, y a Trần Văn Minh a ministro de Educación.
Đính y sus compañeros generales se reunieron con Diệm en palacio, donde Đính pidió al presidente que le ascendiera al cargo de ministro del Interior. Diệm le reprendió sin rodeos delante de sus colegas y le ordenó que se marchara de Saigón a la ciudad turística de Đà Lạt, en las Tierras Altas Centrales, para descansar. Đính se sintió humillado y avergonzado, tras haber prometido a sus colegas que tendría éxito. Los hermanos Ngô se alarmaron por la petición de Đính y le pusieron bajo vigilancia. Đính se enteró, lo que tensó aún más su relación con el palacio. Đính aceptó unirse al golpe, aunque con su carácter ambicioso, los demás oficiales se mostraron escépticos y planearon su asesinato si intentaba cambiar de bando. Sin las tropas de Đính, el golpe no habría sido posible.

### La contra-trama de Nhu
A mediados de octubre, Diệm y Nhu eran conscientes de que un grupo de generales y coroneles del ARVN planeaban un golpe, pero no sabían que Đính estaba firmemente entre ellos, aunque empezaron a recelar de él tras su petición de un puesto en el gabinete.
Nhu elaboró entonces un plan para burlar a los generales con un contraplot. Los generales se enteraron y decidieron que tenían que contrarrestarlo. Los otros generales seguían desconfiando de Đính y de si les traicionaría ante el palacio. Al enterarse de que Đính sería reclutado para el plan de Nhu, y no estar seguros de qué lado estaba realmente, le prometieron nombrarle ministro del Interior y otras recompensas si ayudaban a derrocar a la familia Ngô. Tras conseguir que Đính se tranquilizara, los generales aplacaron a los oficiales más jóvenes, cuyo golpe se había integrado en sus planes.
Como parte del complot de los generales, Đính envió al coronel Nguyễn Hữu Có, su comandante adjunto de cuerpo, a Mỹ Tho para hablar con el comandante de la 7.ª División, coronel (más tarde general de división) Bùi Đình Đạm, y dos comandantes de regimiento, el comandante de la unidad blindada, ambos de la 7.ª División, y el jefe provincial de la región de Mỹ Tho. Exhortándoles a unirse al golpe con el argumento de que el régimen de Diệm era incapaz de mantener el avance militar, afirmó que todos los generales excepto Cao estaban en el complot, mientras que Đính iba a hacerlo. Según un relato, Đính pretendía que los leales informaran de las actividades de Có a Diệm y Nhu para que le dieran la oportunidad de orquestar una maniobra para congraciarse con el palacio.
Los agentes de Nhu se enteraron de la conversación e informaron a palacio. Cuando los hermanos Ngô se enfrentaron a Đính con el informe de lo que había ocurrido en Mỹ Tho, Đính fingió asombro ante el comportamiento de su adjunto. Se echó a llorar y dijo
La culpa es mía, porque has sospechado de mí. En realidad no he ido a trabajar en los últimos 15 días, sino que me he quedado en casa porque estaba triste. Pero no estoy en tu contra. Estaba triste porque pensé que estaba desacreditado con usted. Así Nguyễn Hữu Có aprovechó mi ausencia para hacer problemas.
Đính afirmó no saber nada de las actividades de Có, alzó la voz y juró que mataría a su adjunto. Nhu se opuso y declaró que quería a Có vivo para atrapar a los conspiradores, e intentó utilizar a Đính para conseguirlo. A pesar de su desconfianza hacia Đính, los hermanos Ngô les dijeron que no era así y que lo ascenderían. Nhu ordered Đính and Tung, ambos recibían órdenes directamente de palacio y no del mando del ARVN, para planear un falso golpe contra la familia Ngô. Uno de los objetivos de Nhu era engañar a los disidentes para que se unieran al falso levantamiento y así poder identificarlos y eliminarlos. Otro objetivo de la maniobra de relaciones públicas era dar a la opinión pública una falsa impresión de la fortaleza del régimen de Ngô.
Con el nombre en clave de "Operación Bravo", la primera fase del plan consistiría en que algunos de los soldados leales a Tung, disfrazados de insurgentes dirigidos por oficiales subalternos aparentemente renegados, fingieran un golpe de Estado y destrozaran la capital. Durante el caos orquestado del primer golpe, los leales disfrazados se amotinaron y, en el caos que siguió, mataron a los principales golpistas, como los generales Dương Văn Minh, Trần Văn Đôn, Lê Văn Kim y los oficiales subalternos que les ayudaban. Los leales y algunas de las conexiones del hampa de Nhu también debían matar a algunas figuras que ayudaban a los conspiradores, como el vicepresidente titular pero relativamente impotente Nguyễn Ngọc Thơ, el agente de la CIA Lucien Conein, que estaba destinado en Vietnam del Sur como asesor militar, y Lodge. Los líderes budistas y disidentes estudiantiles también serían objetivo. Se culparía de ellos a "elementos neutralistas y procomunistas". Tung anunciaría entonces la formación de un "gobierno revolucionario" formado por activistas de la oposición que no habían consentido ser nombrados en el gobierno, mientras Diệm y Nhu fingirían estar huidos y se trasladarían a Vũng Tàu. A continuación se produciría un falso "contragolpe", en el que los hombres de Tung, tras abandonar Saigón con el pretexto de luchar contra el Viet Cong (VC), así como contra las fuerzas de Đính, volverían a entrar triunfalmente en Saigón para reafirmar el régimen de Diệm. Nhu acorralaría entonces a las figuras de la oposición.
Đính, ahora un agente doble, fue puesto a cargo del falso golpe y se le permitió el control adicional de la 7.ª División, que previamente había sido asignada al general leal a Diệm Huỳnh Văn Cao, que estaba a cargo del IV Cuerpo en el Delta del Mekong. La reasignación de la 7.ª División a Đính proporcionó a su III Cuerpo el cerco completo de Saigón. El cerco impediría a Cao asaltar la capital para salvar a Diệm, como había hecho durante el intento de golpe de Estado de 1960. Se suponía que este acuerdo facilitaría la tarea de Đính de servir al régimen, pero fue aprovechado para acabar con la familia Ngô.
Nhu y Tung desconocían la lealtad de Đính a los rebeldes y fueron engañados. Đính le dijo a Tung que el falso golpe debía emplear una fuerza abrumadora. Dijo que se necesitaban tanques "porque los blindados son peligrosos". Đính dijo que se necesitaban tropas frescas en la capital, opinando: "Si trasladamos reservas a la ciudad, los americanos se enfadarán. Se quejarán de que no estamos luchando en la guerra. Así que debemos camuflar nuestro plan enviando a las fuerzas especiales al campo. Eso les engañará". Nhu no tenía ni idea de que la verdadera intención de Đính era engullir Saigón con unidades rebeldes y encerrar a los leales a Tung en el campo, donde no podrían defender a los Ngôs.
El golpe de Nhu tendría lugar el 1 de noviembre, Día de Todos los Santos, cuando los católicos se preparan para el Día de los Difuntos, que se celebra al día siguiente. Esto se hizo para que las tropas pudieran moverse libremente por las calles, que tendrían menos tráfico. Los generales decidieron iniciar su verdadero golpe el mismo día para intentar explotar el enlace de Đính con Nhu.
El coronel Đỗ Mậu, uno de los conspiradores, inventó informes de inteligencia militar con datos falsos que afirmaban que el VC se estaba concentrando fuera de la capital para una ofensiva. Convenció a Diệm y a Nhu para que enviaran a las fuerzas especiales fuera de la capital para luchar contra el VC. Tung y Nhu acordaron enviar las cuatro compañías de las fuerzas especiales con base en Saigón fuera de Saigón el 29 de octubre.
Otro de los hermanos de Diệm, Ngô Đình Cẩn, empezó a sospechar de Mậu y se lo comunicó al palacio, que informó al jefe del ejército, el general Khiêm, para que hiciera arrestar a Mậu. Sin embargo, Khiêm, que también formaba parte del complot, lo pospuso deliberadamente y Mậu siguió libre. Mientras tanto, ya era demasiado tarde para que los hermanos hicieran regresar a sus leales a la capital.
Al no confiar en Có, Diệm puso al coronel Lâm Văn Phát al mando de la 7.ª División el 31 de octubre. Según la tradición, Phát tuvo que hacer una visita de cortesía al comandante del Cuerpo antes de asumir el mando de la división. Đính se negó a ver a Phát y le dijo que volviera el viernes a las 14:00, hora en la que el golpe ya estaría en marcha. Mientras tanto, Đính hizo que Đôn firmara una contraorden transfiriendo el mando de la 7.ª División a Có.

## Movimientos de tropas rebeldes en Saigón y sus alrededores
Los planes insurgentes se basaban en tres fuerzas principales. El primero consistía en dos batallones de infantes de marina y una compañía de vehículos blindados de transporte de tropas M113s (APCs). Dos batallones de tropas aerotransportadas consideradas pro-Diệm fueron trasladados a la provincia de Bình Dương, al norte de la capital, y sustituidos por los dos batallones de marines. Los marines y los paracaidistas eran la reserva estratégica de Vietnam del Sur y solían desplegarse cerca de Saigón para proteger al régimen contra cualquier golpe de Estado.
Otra fuerza de tarea estaba formada por el 6.º Batallón Aerotransportado, que tenía su base en Vũng Tàu, a unos 70 km al suroeste de la capital, y un batallón de aprendices, complementado por 12 APC de la escuela de blindados de Long Hải. El grupo operativo final estaba formado por el 2.º Batallón del 9.º Regimiento y el 2.º Batallón del 7.º Regimiento de la 5.ª División del coronel Thiệu. Las tropas implicadas en las operaciones en Saigón comenzaron a prepararse para entrar en la capital la noche anterior al golpe y a primera hora de la mañana. La segunda fuerza operativa se desplazó desde el sureste y convergió con las otras dos que lo hacían desde el norte, y con algunos elementos rebeldes de la 7.ª División desde el suroeste.
Al mediodía, miles de soldados rebeldes se habían reunido en las afueras de la ciudad, comprobando equipos y armas y recibiendo órdenes de última hora. Tres batallones de marines en tanques y carros blindados se habían desplazado hacia el centro de Saigón para encabezar la revuelta, y parte de la 7.ª División había llegado desde el delta del Mekong para cortar la carretera principal desde el sur hacia la Base Aérea de Tân Sơn Nhứt. Los soldados rasos no conocían la verdad de su misión, ni tampoco muchos oficiales de rango inferior; los oficiales superiores les dijeron que estaban aplastando una revuelta policial. Un teniente aerotransportado sospechó y, cuando se adentraron en los suburbios, un coronel les reveló que su objetivo era el cuartel de Cộng Hòa de la Guardia Presidencial. Cuando el teniente preguntó "¿Quién es el enemigo y quién nuestro amigo?", el coronel replicó "Cualquiera que se nos oponga es el enemigo".
Los grupos especiales se utilizaron para vigilar diversas partes de la ciudad, custodiando los obuses que se utilizarían en el asedio de las instalaciones leales, y para proteger el cuartel general del coronel Thiệu. Đính hizo traer 20 tanques a su cuartel general del III Cuerpo en Camp Lê Văn Duyệt. En total, los conspiradores disponían de 40 tanques y vehículos blindados de transporte de tropas.

## Preparaciones finales

### Desconfianza
La mañana del golpe, todavía había cierta inquietud entre los conspiradores. Khiêm se acercó a Đính y le pidió que su conversación fuera confidencial. Después de que el comandante del III Cuerpo accediera, Khiêm afirmó que quería cancelar el golpe, diciendo: "Đính, creo que aún tenemos tiempo de hablar con el viejo. No quiero hacerle daño. Ten piedad de él". Đính contempló la situación y dijo que seguiría adelante con el derrocamiento. Khiêm informó de esto a Đôn, y afirmó que se había puesto aceite medicinal chino en los ojos para irritarlos y enrojecerlos y dar así la apariencia de que se había arrepentido del golpe, con el fin de poner a prueba la lealtad de Đính al complot.
Tanto Minh como Đôn desconfiaron de Khiêm y Đính hasta el último momento, ya que ambos eran católicos favoritos de la familia Ngô, que había sido recompensada por su lealtad, más que por su competencia. Khiêm era ahijado de Diệm. Los demás generales seguían preocupados por la posibilidad de que Đính cambiara de bando y llevara a cabo la segunda parte del falso golpe de Nhu. A los generales también les preocupaba no tener fuerzas suficientes para vencer a los leales.

### Inicio prematuro
La primera víctima del golpe fue el capitán Hồ Tấn Quyền, comandante de la Armada de la República de Vietnam (RVNN) leal a Diệm, que fue asesinado a tiros el día de su 36 cumpleaños antes del mediodía. Existen diversos relatos sobre la muerte de Quyền. Según Stanley Karnow, Quyền había notado movimientos anormales de tropas y se alejó para discutir el asunto con un colega. Un jeep de marines rebeldes le siguió y le interceptó adelantándole y bloqueando la carretera. Quyền abandonó su vehículo y corrió campo a través, pero tropezó y cayó con los marines que le perseguían acaloradamente. Uno de ellos le alcanzó y le disparó en la cabeza a quemarropa. Sin embargo, según Ellen Hammer, Quyền comenzó su cumpleaños con un partido de tenis a primera hora de la mañana con compañeros oficiales, que le invitaron a una fiesta de cumpleaños a la hora de comer. Quyền declinó la invitación para cuidar de sus hijos, que estaban solos en casa mientras su esposa estudiaba en Japón. Su ayudante, que formaba parte de la trama, le siguió hasta su casa y consiguió hacer cambiar de opinión a Quyền. Los dos hombres se dirigieron a un restaurante de las afueras de Saigón, y el tiroteo tuvo lugar por el camino. El historiador y autor Mark Moyar escribió que Quyền notó movimientos sospechosos de tropas cerca de la capital por la mañana. Cuando Quyền se disponía a ir a palacio para alertar a los hermanos Ngô, su ayudante lo mató a tiros en la carretera de Biên Hòa. Los generales fueron informados inmediatamente del asesinato y se vieron obligados a adelantar los movimientos de tropas previstos hacia Saigón antes de lo previsto.

### Captura de oficiales leales
El 1 de noviembre, los conspiradores convocaron a muchos oficiales de alto rango que no estaban involucrados en el complot a la sede de la JGS en Tân Sơn Nhứt, con el pretexto de una reunión rutinaria de liderazgo a la hora del almuerzo. Mậu y Đôn organizaron las invitaciones y prepararon la trampa. A las 13:45, Đôn anunció que se estaba produciendo un golpe de Estado. La mayoría de los oficiales se levantaron para aplaudir, mientras que los que no lo hicieron y se negaron a volverse contra Diệm fueron arrestados. Los conspiradores neutralizaron así a muchos leales a Diệm, entre los que destacó el coronel Tung, que fue llevado por el capitán Nguyễn Văn Nhung, guardaespaldas de Minh. Mientras se lo llevaban, Tung denunció airadamente a los generales, gritando: "¡Recordad quién os dio vuestras estrellas!"
Durante las primeras fases del golpe, los rebeldes obligaron a Tung a ordenar a sus hombres que se rindieran poniéndole una pistola en la cabeza y obligándole a hacer una llamada telefónica a sus subordinados. Esto significaba que sólo quedaba la Guardia Presidencial para defender el palacio de Gia Long. A las 16:45, Tung fue obligado a punta de pistola a hablar con Diệm por teléfono, diciéndole al presidente que había ordenado a sus hombres que se retiraran, pero Tung no logró convencer al presidente de que se rindiera. Minh ordenó entonces a Nhung que ejecutara a Tung, ya que aún contaba con la lealtad de sus hombres. Los demás generales sentían poca simpatía por el comandante de las fuerzas especiales, ya que había disfrazado a sus hombres con uniformes del ejército e inculpado a los generales de los asaltos a las pagodas. Los generales eran muy conscientes de la amenaza que suponía Tung; habían discutido y acordado su eliminación durante su planificación, habiendo contemplado la posibilidad de llevar a cabo una ofensiva contra las fuerzas especiales de Tung. Al anochecer, Tung fue llevado junto con el comandante Lé Quang Trieu, su hermano y adjunto, con las manos atadas, a un jeep y conducido hasta el borde de la base aérea. Obligados a arrodillarse sobre dos agujeros recién cavados, los hermanos fueron fusilados y enterrados.
Otro oficial destacado que permaneció leal a Diệm fue el coronel Cao Văn Viên, comandante de la brigada aerotransportada. Viên desconocía el complot, y los generales habían discutido si asesinarle durante su fase de planificación porque sabían que era un Diệmista. Sin embargo, Đính, que jugaba al mahjong con la esposa de Viên, convenció a Minh de que no liquidara a Viên y le prometió que éste no se opondría al golpe. La predicción de Đính de que Viên aceptaría fue incorrecta. Viên "se derrumbó por completo", se quitó la insignia y se la entregó a Minh en señal de resignación. A continuación fue detenido, and sentenced to death. Viên había planeado con Diệm permitir que el presidente se refugiara en su casa en caso de golpe, pero la oferta quedó en papel mojado cuando los rebeldes rodearon la casa de Viên tras detenerlo. Viên evitó la ejecución por los pelos, fue liberado y volvió al mando tras el golpe. El general Khang, comandante de la brigada marina, también fue puesto bajo arresto por permanecer leal a Diệm, al igual que el jefe de la RVNAF Đỗ Khắc Mai, y el jefe de la Policía Nacional.
Tras llevarse a los leales, Minh leyó la proclama golpista y sus objetivos, la grabó y pidió a los demás oficiales que firmaran los papeles. Luego hablaron en la grabadora, identificándose como partidarios del golpe. Minh dijo a sus subordinados que hicieran copias del original, y escondió las copias en varios lugares para que sus cómplices no pudieran alegar que no estaban implicados si el golpe fracasaba. Minh iba a emitirlas por radio más tarde ese mismo día..

## Asedio del palacio Gia Long
El palacio Gia Long, la mansión presidencial, había servido antaño de residencia a los gobernadores generales franceses. Por razones de seguridad, las calles circundantes se sellaban regularmente tras la puesta de sol; el edificio contaba con varios búnkeres y un intrincado sistema de túneles, incluida una vía de escape de media manzana de longitud hasta el sótano del Ayuntamiento. En la mañana del 1 de noviembre, Diệm había reforzado la seguridad del palacio con más soldados y barricadas de alambre de espino. El palacio estaba rodeado por muros de unos 2,1 m, y defendido por 150 efectivos de la Guardia Presidencial. El edificio estaba protegido por ametralladoras y cañones antiaéreos, rodeado de fortines, tanques y cañones de 20 mm montados en vehículos blindados.
Como Diệm se negaba a rendirse, jurando reafirmar su control, tras la puesta de sol, Thiệu dirigió a su 7.ª División en un asalto al palacio de Gia Long. Utilizaron artillería y lanzallamas y cayó al amanecer, después de que Diệm diera finalmente la orden a la Guardia Presidencial de rendirse. Los resultados del golpe complacieron a los anti-Diệmista. Las bajas fueron escasas: 9 insurgentes muertos y 46 heridos, 4 muertos y 44 heridos de la Guardia Presidencial. Las mayores bajas fueron las del populacho, que sufrió 20 muertos y 146 heridos.